# Grejgit
Grejgit je železov(II,III) sulfid s formulo Fe3S4. Mineral je žveplov ekvivalent magnetita (Fe3O4). Prvič je bil opisan leta 1964 na nahajališču v San Bernardino County v Kaliforniji. Ime je dobil po ameriškem geokemiku in fizikalnem kemiku Josephu W. Greigu (1895-1977).

## Nahajališča in sestava
Pojavlja se v jezerskih sedimentih skupaj z glinami, glenom in arkoznim peskom, pogosto v slojasti, s sulfidi bogati glini. Najde se tudi v hidrotermalnih žilah. Grejgit je produkt magnetotaktičnih in sulfate reducirajočih bakterij.
Mineral tvori mikroskopske, manj kot 0,03 mm velike kubične heksaoktaedrične kristale ali sajasto maso. Spremljajoči minerali so montmorilonit, klorit, kalcit, kolemanit, veatit, sfalerit, pirit, markazit, galenit in dolomit. Med pogoste nečistoče spadajo Cu, Ni, Zn, Mn, Cr, Sb in  As. Posebno zanimiv je nikelj. Strukturna podobnost z Ni dopiranim grejgitom in (Fe,Ni)S klastri v bioloških encimih bi morda lahko pomenila, da bi grejgitni minerali lahko delovali kot katalizatorji za nastanek življenja, zlasti ker se kubična celica grejgita Fe4S4 pojavlja tudi v celicah Fe4S4 tiokubana, proteina, ki je pomemben v kemiji acetilnega koencima A.

## Kristalna struktura
Grejgit ima spinelno strukturo. Kristalografska osnovna celica je kubična s prostorsko skupino Fd3m. Anioni S2- tvorijo kubični gosti sklad, železovi kationi pa zasedajo oba tetraedrična in oktaedrična položaja.

## Magnetne in elektronske lastnosti
Grejgit je, tako kot sorodni magnetit (Fe3O4), ferimagneten, s spinskimi magnetnimi momenti Fe kationov na tetraedrskih položajih orientiranimi v nasprotno smer od tistih na oktaedrskih položajih. Spojina ima mešano valenco, ki se pojavlja tako v centrih Fe(II) kot Fe(III) v razmerju 1:2. Obe kovinski mesti imata visoki spinski kvantni števili. Elektronska struktura grejgita je torej polkovinska.